# Святоньова
Святоньова (пол. Świętoniowa) — розташоване на Закерзонні село в Польщі, у гміні Переворськ Переворського повіту Підкарпатського воєводства.
Населення — 889 осіб (2011).

## Історія
На території села археологи відкрили рештки Культури лійчастого посуду і Пшеворської культури.
Вперше село згадане в 1394 р., коли Ян з Тарнова подарував Святоньову Волю монастирю Ордену Святого Гробу Господнього з Переворська. Надалі було півтисячоліття латинізації та полонізації українців лівобережного Надсяння.
Документом Спитка з Ярослава в 1428 р. засвідчена наявність руського монастиря в Святоньовій.
Село згадується в 1515 і 1589 рр. в податкових реєстрах Перемишльської землі Руського воєводства — оброблялось 3 лани землі.
Відповідно до «Географічного словника Королівства Польського» в 1890 р. Святоньова знаходилася в Ланцутському повіті Королівства Галичини і Володимирії Австро-Угорщини, було 82 будинки і 488 мешканців.
Шематизмами Перемишльської єпархії до 1918 р. фіксувалась наявність українців-грекокатоликів у селі, які належали до парохії Миротин Каньчуцького деканату Перемишльської єпархії.
У 1919-1939 рр. село входило до ґміни Переворськ Переворського повіту Львівського воєводства Польщі.
10 вересня 1939 р. німецьке військо ввійшло до села. На зміну їм 22 липня 1944 р. ввійшли радянські війська.
У 1975-1998 роках село належало до Перемишльського воєводства.

## Демографія
Демографічна структура станом на 31 березня 2011 року:
|          | Загалом | Допрацездатний вік | Працездатний вік | Постпрацездатний вік |
| -------- | ------- | ------------------ | ---------------- | -------------------- |
| Чоловіки | 446     | 97                 | 305              | 44                   |
| Жінки    | 443     | 99                 | 245              | 99                   |
| Разом    | 889     | 196                | 550              | 143                  |